# ADO Den Haag (piłka nożna kobiet)
ADO Den Haag – holenderski klub piłki nożnej kobiet, mający siedzibę w mieście Haga, na zachodzie kraju, występujący od sezonu 2007/08 w rozgrywkach Vrouwen Eredivisie, a w latach 2012–2015 w nowo powstałej, transgranicznej lidze Belgii i Holandii (BeNe League).

## Historia
Chronologia nazw:
- 2007: ADO Den Haag

Kobieca drużyna piłkarska ADO Den Haag została założona w Eindhoven 21 stycznia 2007 roku jako kobieca sekcja klubu ADO Den Haag i była jedną z pierwszych profesjonalnych holenderskich klubów piłkarskich.
W sezonie 2007/08 drużyna startowała w pierwszych profesjonalnych rozgrywkach Vrouwen Eredivisie. W debiutowym sezonie zespół zajął czwarte miejsce. W kolejnych trzech sezonach zespół był drugi w tabeli. Dopiero w sezonie 2011/12 osiągnął swój najlepszy wynik, zdobywając mistrzostwo oraz Puchar Holandii. W sezonach 2012/13, 2013/14 i 2014/15 rozgrywana była Women's BeNe League, w której doszło do połączenia belgijskiej First Division i holenderskiej Eredivisie. Drużyna w ostatnim sezonie 2014/15 zajęła końcowe czwarte miejsce, ale otrzymała brązowe medale mistrzostw Holandii, tak jak była trzecią najlepszą drużyną holenderską w zjednoczonej lidze. Od sezonu 2015/16 ponownie rozgrywano osobne mistrzostwa Holandii w Vrouwen Eredivisie. Jednak klub już nie potrafił zająć miejsce na podium, zajmując pozycje od czwartej do szóstej. W sezonie 2019/20 był piątym w tabeli, jednak z powodu pandemii COVID-19 sezon został przerwany i nie dokończony.

## Barwy klubowe, strój, herb, hymn
|  |  |

Klub ma barwy zielono-żółte. Piłkarki domowe spotkania zazwyczaj grają w zielonych koszulkach z pionowymi żółtymi pasami, zielonych spodenkach oraz zielonych getrach.

## Sukcesy

### Trofea międzynarodowe
| \| \| Zdobyte trofea w rozgrywkach międzynarodowych (stan na: 31-05-2023) \| |                                                                     |      |          |
| Rozgrywki                                                                    | Osiągnięcie                                                         | Razy | Sezon(y) |
| Liga Mistrzyń UEFA                                                           | zdobywca                                                            | 0    |          |
| Liga Mistrzyń UEFA                                                           | finalista                                                           | 0    |          |
| Liga Mistrzyń UEFA                                                           | 1/16 finału                                                         | 1    | 2012/13  |
| FIFA                                                                         | Zdobyte trofea w rozgrywkach międzynarodowych (stan na: 31-05-2023) |      |          |

### Trofea krajowe
| \| \| Zdobyte trofea w rozgrywkach Holandii (stan na: 31-05-2023) \| |                                                             |      |                           |
| Rozgrywki                                                            | Osiągnięcie                                                 | Razy | Sezon(y)                  |
| Mistrzostwo                                                          | I miejsce                                                   | 1    | 2011/12                   |
| Mistrzostwo                                                          | II miejsce                                                  | 3    | 2008/09, 2009/10, 2010/11 |
| Mistrzostwo                                                          | III miejsce                                                 | 1    | 2014/15                   |
| Puchar                                                               | zdobywca                                                    | 3    | 2011/12, 2012/13, 2015/16 |
| Puchar                                                               | finalista                                                   | 1    | 2020/21                   |
| II liga                                                              | I miejsce                                                   | 0    |                           |
| II liga                                                              | II miejsce                                                  | 0    |                           |
| II liga                                                              | III miejsce                                                 | 0    |                           |
| Holandia                                                             | Zdobyte trofea w rozgrywkach Holandii (stan na: 31-05-2023) |      |                           |

### Inne trofea
- BeNe Super Cup:
  - finalista (1x): 2012

## Poszczególne sezony

### Rozgrywki międzynarodowe

#### Europejskie puchary
Klub w sezonach 2007/08 i 2012/13 uczestniczył w rozgrywkach europejskich.

### Rozgrywki krajowe
| \| Holandia \| Bilans występów klubu w rozgrywkach piłkarskich Holandii (Stan na 31 maja 2023 r.) \| \| |                                                                                    |        |       |   |   |   |    |    |     |            |        |        |      |
| Poziom                                                                                                  | Rozgrywki                                                                          | Sezony | Mecze | Z | R | P | B+ | B– | Pkt | Lata       | Awanse | Spadki | Naj. |
| I | Hoofdklasse / Eredivisie                                                           | 16     |       |   |   |   |    |    |     | od 2007/08 | 0      | 0      | 1    |
| II | Topklasse                                                                          | 0      |       |   |   |   |    |    |     |            |        |        |      |
| III | Hoofdklasse                                                                        | 0      |       |   |   |   |    |    |     |            |        |        |      |
| | Puchar Holandii                                                                    | 15     |       |   |   |   |    |    |     | od 2007/08 | 0      | 0      | 1    |
| Holandia                                                                                                | Bilans występów klubu w rozgrywkach piłkarskich Holandii (Stan na 31 maja 2023 r.) |        |       |   |   |   |    |    |     |            |        |        |      |

## Piłkarki, trenerzy, prezydenci i właściciele klubu

### Trenerzy
- 2007–2014:  Sarina Wiegman
- 2014–2016:  Marcel Valk
- 2016–2019:  Arend Regeer
- 2019–2023:  Sjaak Polak
- od 07.2023:  Alex Scholte, Stephan Vos

## Struktura klubu

### Stadion
Drużyna rozgrywa swoje mecze domowe w Hadze na stadionie Bingoal, który może pomieścić 15.000 widzów.

## Kibice i rywalizacja z innymi klubami

### Derby
- AFC Ajax
- Feyenoord